# جامعة إسطنبول أوكان
تأسست الجامعة من قبل مؤسسة اوكان للثقافة والتعليم والرياضة في العام 1999 وبدأت حياتها الأكاديمية في العام 2003-2004. منذ العام الدراسي 2006-2007 ، تقع الجامعة في حرم أكفيرات الجديد والحديث.  ، وصل عدد الوحدات الأكاديمية إلى 63 برنامجًا جامعيًا و 41 ماجستير و 13 برنامجًا للدكتوراه في إطار ثماني كليات ومدرستين مهنيتين وثلاث مدارس عليا

## الحرم الجامعي لجامعة اوكان
تتكون جامعة اوكان تركيا من ثلاثة أحرم جامعية.

## روابط خارجية
- الموقع الرسمي